# 12874 Пуассон
12874 Пуассон (12874 Poisson) — астероїд головного поясу, відкритий 19 серпня 1998 року.
Тіссеранів параметр щодо Юпітера — 3,304.
Названо на честь Сімеона-Дені Пуассона (фр. Siméon-Denis Poisson), (1781 — 1840) - французького ученого, члена Паризької АН (1812).